# Beerschot Voetbalclub Antwerpen in het seizoen 2023/24
Dit artikel beschrijft de prestaties van de Belgische voetbalclub Beerschot Voetbalclub Antwerpen in het seizoen 2023–2024.

## Spelerskern en statistieken
| Nr.           | Naam                      | Nat.                                      | Geboortedatum | Competitie | Competitie | Beker | Beker | Totaal | Totaal | Vorige club              |
| Nr.           | Naam                      | Nat.                                      | Geboortedatum | W          |            | W     |       | W      |        | Vorige club              |
| ------------- | ------------------------- | ----------------------------------------- | ------------- | ---------- | ---------- | ----- | ----- | ------ | ------ | ------------------------ |
| Keepers       |                           |                                           |               |            |            |       |       |        |        |                          |
| 1             | Bill Lathouwers           | Vlag van België                           | 18-09-1999    | 1          | 0          | 0     | 0     | 1      | 0      | Waasland-Beveren         |
| 71            | Davor Matijaš             | Vlag van Kroatië                          | 23-08-1999    | 30         | 0          | 2     | 0     | 32     | 0      | Antwerp FC               |
| Verdedigers   |                           |                                           |               |            |            |       |       |        |        |                          |
| 2             | Mike van Beijnen          | Vlag van Nederland                        | 07-03-1999    | 1          | 0          | 0     | 0     | 1      | 0      | FC Emmen                 |
| 3             | Hervé Matthys             | Vlag van België                           | 19-01-1996    | 27         | 0          | 2     | 0     | 29     | 0      | ADO Den Haag             |
| 24            | Mardochee Nzita           | Vlag van België · Vlag van Congo-Kinshasa | 24-02-2000    | 26         | 5          | 2     | 0     | 28     | 5      | Delfino Pescara 1936     |
| 26            | Derrick Tshimanga         | Vlag van Congo-Kinshasa · Vlag van België | 06-11-1988    | 29         | 0          | 2     | 0     | 31     | 0      | SK Beveren               |
| 28            | Marco Weymans             | Vlag van België                           | 09-07-1997    | 22         | 2          | 2     | 0     | 24     | 2      | Östersunds FK            |
| 51            | Keano De Stobbeleir       | Vlag van België                           | 19-02-2005    | 0          | 0          | 0     | 0     | 0      | 0      | Eigen jeugd              |
| 55            | Félix Nzouango            | Vlag van Frankrijk                        | 07-01-2003    | 7          | 0          | 2     | 1     | 9      | 1      | Juve Next Gen            |
| 66            | Apostolos Konstantopoulos | Vlag van Griekenland                      | 02-08-2002    | 29         | 3          | 1     | 0     | 30     | 3      | Panetolikos              |
| 75            | Simion Michez             | Vlag van België                           | 09-02-2002    | 29         | 5          | 2     | 1     | 31     | 6      | RSCA Futures             |
|               | Cheick Thiam              | Vlag van Guinee                           | 27-09-2003    | 0          | 0          | 0     | 0     | 0      | 0      | SV Zulte Waregem         |
| Middenvelders |                           |                                           |               |            |            |       |       |        |        |                          |
| 8             | Ibrahim Alhassan          | Vlag van Nigeria                          | 03-11-1996    | 25         | 0          | 2     | 0     | 27     | 0      | CD Nacional              |
| 18            | Ryan Sanusi               | Vlag van België                           | 05-01-1992    | 23         | 1          | 2     | 0     | 25     | 1      | Grenoble Foot 38         |
| 19            | Liam Oetoehganal          | Vlag van Nederland · Vlag van Suriname    | 04-05-2004    | 0          | 0          | 0     | 0     | 0      | 0      | Feyenoord                |
| 22            | Andi Koshi                | Vlag van België · Vlag van Kosovo         | 17-02-2001    | 1          | 0          | 0     | 0     | 1      | 0      | Cercle Brugge            |
| 30            | Dean Huiberts             | Vlag van Nederland                        | 16-05-2000    | 10         | 0          | 0     | 0     | 10     | 0      | PEC Zwolle               |
| 47            | Welat Cagro               | Vlag van België                           | 31-05-1999    | 27         | 2          | 2     | 0     | 29     | 2      | NAC Breda                |
| 52            | Axl Van Himbeeck          | Vlag van België                           | 08-03-2005    | 17         | 0          | 1     | 0     | 18     | 0      | Eigen jeugd              |
| 70            | Aaron Osei Bonsu          | Vlag van België                           | 29-03-2005    | 0          | 0          | 0     | 0     | 0      | 0      | Eigen jeugd              |
| Aanvallers    |                           |                                           |               |            |            |       |       |        |        |                          |
| 7             | Tom Reyners               | Vlag van België                           | 20-04-2000    | 30         | 10         | 2     | 0     | 32     | 10     | SK Beveren               |
| 9             | Ayouba Kosiah             | Vlag van Nederland                        | 22-07-2001    | 5          | 3          | 1     | 0     | 6      | 3      | NAC Breda                |
| 10            | Thibaud Verlinden         | Vlag van België                           | 09-07-1999    | 28         | 4          | 2     | 0     | 30     | 4      | DAC 1904 Dunajská Streda |
| 11            | Robin Šimović             | Vlag van Zweden                           | 29-05-1991    | 3          | 0          | 0     | 0     | 3      | 0      | NK Rudeš                 |
| 15            | Jerrel Hak                | Vlag van Nederland                        | 06-06-2000    | 3          | 0          | 0     | 0     | 3      | 0      | K.v.v. Quick Boys        |
| 27            | Charly Keita              | Vlag van Ivoorkust · Vlag van Frankrijk   | 23-08-1999    | 28         | 4          | 2     | 0     | 30     | 4      | Clermont Foot            |
| 29            | Benjamin Pauwels          | Vlag van België                           | 29-10-2004    | 18         | 0          | 2     | 0     | 20     | 0      | AA Gent                  |
| 32            | D'Margio Wright-Phillips  | Vlag van Engeland                         | 24-09-2001    | 11         | 4          | 0     | 0     | 11     | 4      | Stoke City FC            |
| 34            | Sekou Diawara             | Vlag van België                           | 08-02-2004    | 6          | 1          | 0     | 0     | 6      | 1      | Udinese                  |

### Technische staf
| Functie         | Naam              | Nationaliteit   |
| --------------- | ----------------- | --------------- |
| Coach           | Dirk Kuijt        | Nederland       |
| Assistent-coach | Dirk Heesen       | Nederland       |
| Keeperstrainer  | Tomislav Pačovski | Noord-Macedonië |

## Bestuur
| Functie             | Naam             | Nationaliteit |
| ------------------- | ---------------- | ------------- |
| Voorzitter          | Francis Vrancken | België        |
| Sportief manager    | Frank Staes      | België        |
| Secretaris-generaal | Walter Claes     | België        |

## Transfers

### Zomer 2023
| Naam              | Nationaliteit          | Van/naar            | Type               |
| ----------------- | ---------------------- | ------------------- | ------------------ |
| Inkomend          |                        |                     |                    |
| Benjamin Pauwels  | België                 | AA Gent             | Transfervrij       |
| Charly Keita      | Ivoorkust, Frankrijk   | Clermont Foot       | Gekocht            |
| Derrick Tshimanga | Congo-Kinshasa, België | SK Beveren          | Transfervrij       |
| Félix Nzouango    | Frankrijk              | Juve Next Gen       | Transfervrij       |
| Tom Reyners       | België                 | SK Beveren          | Transfervrij       |
| Welat Cagro       | België                 | NAC Breda           | Transfervrij       |
| Simion Michez     | België                 | RSCA Futures        | Transfervrij       |
| Uitgaand          |                        |                     |                    |
| Henri Koide       | Zwitserland            | FC Aarau            | Contract ontbonden |
| Nökkvi Thórisson  | IJsland                | St. Louis City SC   | Verkocht           |
| Thibo Baeten      | België                 | Go Ahead Eagles     | Verkocht           |
| Jan Van den Bergh | België                 | NAC Breda           | Verkocht           |
| Mike Vanhamel     | België                 | RAAL La Louvière    | Contract ontbonden |
| Issa Soumaré      | Senegal                | Le Havre AC         | Verkocht           |
| Ilias Sebaoui     | België                 | Feyenoord           | Verkocht           |
| Abraham Okyere    | Ghana                  |                     | Einde contract     |
| Dante Rigo        | België                 | Grenoble Foot 38    | Einde contract     |
| Léo Seydoux       | Zwitserland            | KVC Westerlo        | Einde huur         |
| Nicksoen Gomis    | Frankrijk              | Sheffield United FC | Einde huur         |
| Frédéric Frans    | België                 |                     | Einde carrière     |

### Winter 2024
| Naam                     | Nationaliteit | Van/naar            | Type               |
| ------------------------ | ------------- | ------------------- | ------------------ |
| Inkomend                 |               |                     |                    |
| Robin Šimović            | Zweden        | NK Rudeš            | Transfervrij       |
| D'Margio Wright-Phillips | Engeland      | Stoke City FC       | Gehuurd            |
| Dean Huiberts            | Nederland     | PEC Zwolle          | Gehuurd            |
| Sekou Diawara            | België        | Udinese             | Gehuurd            |
| Mike van Beijnen         | Nederland     | FC Emmen            | Transfervrij       |
| Cheick Thiam             | Guinee        | SV Zulte Waregem    | Transfervrij       |
| Uitgaand                 |               |                     |                    |
| Luca Meisl               | Oostenrijk    | SC Austria Lustenau | Contract ontbonden |

## Oefenwedstrijden
Hieronder een overzicht van de oefenwedstrijden die Beerschot in de aanloop naar en tijdens het seizoen 2023/24 speelt.
| Datum      | Thuis/Uit | Tegenstander                          | Score  | Doelpuntenmaker(s) Beerschot |
| ---------- | --------- | ------------------------------------- | ------ | --- |
| 01-07-2023 | uit       | Oud-Heverlee Leuven (Eerste klasse A) | 1 - 0  | |
| 08-07-2023 | uit       | Club Brugge (Eerste klasse A)         | 3 - 0  | |
| 11-07-2023 | uit       | Schelle Sport (Derde provinciale)     | 0 - 10 | 4' Kosiah 0-1, 14' Verlinden 0-2, 29' Thórisson 0-3, 37' Alhassan 0-4, 45' Nzita 0-5, 66' Osei Bonsu 0-6, 68' Weymans 0-7, 80' Koide 0-8, 82' Koshi 0-9, 90' Weymans 0-10      |
| 14-07-2023 | neutraal  | KV Kortrijk (Eerste klasse A)         | 0 - 1  | 25' Kosiah 0-1 |
| 21-07-2023 | uit       | Jong Ajax (Eerste divisie)            | 3 - 2  | Kosiah 2-1, Van Himbeeck 2-2 |
| 25-07-2023 | uit       | Nielse SV (Derde provinciale)         | 0 - 6  | 59' Kosiah 0-1, 68' Kosiah 0-2, 77' Nzita 0-3, 79' Reyners 0-4, 86' Konstantopoulos 0-5, 90' Michez 0-6                                                                        |
| 28-07-2023 | thuis     | FC Den Bosch (Eerste divisie)         | 1 - 0  | 60' Reyners 1-0 |
| 01-08-2023 | uit       | KVC Wilrijk (Tweede provinciale)      | 0 - 10 | 1' Reyners 0-1, 16' Pauwels 0-2, 40' Kosiah 0-3, 42' Kosiah 0-4, 44' Reyners 0-5, 62' Koide 0-6, 76' Osei Bonsu 0-7, 80' Koshi 0-8, 82' Oetoehganal 0-9, 88' Rocha Torres 0-10 |
| 04-08-2023 | thuis     | Fortuna Sittard (Eredivisie)          | 0 - 0  | |

## Challenger Pro League

### Reguliere competitie

#### Wedstrijden
| Challenger Pro League                                                                                   |                                                        |                                     |                                                      | |                                                                         |
| Wedstrijddetails                                                                                        | Thuisploeg                                             | Uitslag                             | Uitploeg                                             | Opstelling | Kaarten                                                                 |
| Heenronde                                                                                               |                                                        |                                     |                                                      | |                                                                         |
| 11 augustus 2023 20:00 Lotto Park Anderlecht Ref.: Matonga Simonini Toeschouwers: 1.153                 | RSCA Futures                                           | 1 – 3                               | Beerschot                                            | Matijaš Konstantopoulos (29' Tshimanga), Matthys, Alhassan Michez (90' Weymans), Sanusi , Van Himbeeck (60' Cagro), Nzita Pauwels (60' Verlinden), Kosiah, Reyners                       | 5' Konstantopoulos                                                      |
| 11 augustus 2023 20:00 Lotto Park Anderlecht Ref.: Matonga Simonini Toeschouwers: 1.153                 | Tshimanga 33' (e.d.)                                   | 1 – 0 1 – 1 1 – 2 1 – 3             | 66' Verlinden 82' Kosiah 90+6' Cagro                 | Matijaš Konstantopoulos (29' Tshimanga), Matthys, Alhassan Michez (90' Weymans), Sanusi , Van Himbeeck (60' Cagro), Nzita Pauwels (60' Verlinden), Kosiah, Reyners                       | 5' Konstantopoulos                                                      |
| 19 augustus 2023 16:00 Olympisch Stadion Antwerpen Ref.: Simon Bourdeaud'hui Toeschouwers: 4.491        | Beerschot                                              | 1 – 2                               | Zulte Waregem                                        | Matijaš Konstantopoulos (62' Nzouango), Matthys, Alhassan Michez, Sanusi , Cagro, Tshimanga (75' Weymans) Reyners (84' Keita), Kosiah, Verlinden (75' Pauwels)                           | 45+3' Verlinden 69' Matthys                                             |
| 19 augustus 2023 16:00 Olympisch Stadion Antwerpen Ref.: Simon Bourdeaud'hui Toeschouwers: 4.491        | Kosiah 42' (pen.)                                      | 0 – 1 1 – 1 1 – 2                   | 28' Vossen 50' Gano                                  | Matijaš Konstantopoulos (62' Nzouango), Matthys, Alhassan Michez, Sanusi , Cagro, Tshimanga (75' Weymans) Reyners (84' Keita), Kosiah, Verlinden (75' Pauwels)                           | 45+3' Verlinden 69' Matthys                                             |
| 2 september 2023 20:00 Olympisch Stadion Antwerpen Ref.: Tom Stevens Toeschouwers: 3.644                | Beerschot                                              | 2 – 1                               | Francs Borains                                       | Matijaš Konstantopoulos, Matthys, Alhassan (46' Pauwels) Michez (84' Weymans), Sanusi , Cagro (89' Van Himbeeck), Tshimanga Reyners (46' Nzita), Kosiah (76' Keita), Verlinden           | 28' Reyners 60' Nzita 88' Cagro 90+2' Weymans                           |
| 2 september 2023 20:00 Olympisch Stadion Antwerpen Ref.: Tom Stevens Toeschouwers: 3.644                | Malungu 51' (e.d.) Kosiah 73'                          | 1 – 0 2 – 0 2 – 1                   | 89' Curci                                            | Matijaš Konstantopoulos, Matthys, Alhassan (46' Pauwels) Michez (84' Weymans), Sanusi , Cagro (89' Van Himbeeck), Tshimanga Reyners (46' Nzita), Kosiah (76' Keita), Verlinden           | 28' Reyners 60' Nzita 88' Cagro 90+2' Weymans                           |
| 16 september 2023 20:00 Olympisch Stadion Antwerpen Ref.: Michiel Allaerts Toeschouwers: 4.335          | Beerschot                                              | 0 – 0                               | SK Beveren                                           | Matijaš Konstantopoulos, Matthys, Alhassan Michez, Sanusi , Cagro, Nzita Reyners (81' Keita), Kosiah, Verlinden (78' Pauwels)                                                            | 45' Konstantopoulos 64' Kosiah 82' Cagro                                |
| 16 september 2023 20:00 Olympisch Stadion Antwerpen Ref.: Michiel Allaerts Toeschouwers: 4.335          |                                                        |                                     |                                                      | Matijaš Konstantopoulos, Matthys, Alhassan Michez, Sanusi , Cagro, Nzita Reyners (81' Keita), Kosiah, Verlinden (78' Pauwels)                                                            | 45' Konstantopoulos 64' Kosiah 82' Cagro                                |
| 24 september 2023 19:15 Herman Vanderpoortenstadion Lier Ref.: Klass Clerkx Toeschouwers: 3.620         | Lierse Kempenzonen                                     | 1 – 3                               | Beerschot                                            | Matijaš Konstantopoulos, Matthys, Alhassan Michez (71' Van Himbeeck), Sanusi , Cagro (71' Tshimanga), Weymans Reyners (90+5' Nzouango), Kosiah (90' Keita), Verlinden (89' Pauwels)      | 48' Cagro 53' Matijaš 78' Verlinden 79' Weymans 90+3' Matthys           |
| 24 september 2023 19:15 Herman Vanderpoortenstadion Lier Ref.: Klass Clerkx Toeschouwers: 3.620         | Van Acker 55' (pen.)                                   | 0 – 1 1 – 1 1 – 2 1 – 3             | 21' Michez 66' Konstantopoulos 76' Reyners           | Matijaš Konstantopoulos, Matthys, Alhassan Michez (71' Van Himbeeck), Sanusi , Cagro (71' Tshimanga), Weymans Reyners (90+5' Nzouango), Kosiah (90' Keita), Verlinden (89' Pauwels)      | 48' Cagro 53' Matijaš 78' Verlinden 79' Weymans 90+3' Matthys           |
| 30 september 2023 16:00 Olympisch Stadion Antwerpen Ref.: Matonga Simonini Toeschouwers: 3.881          | Beerschot                                              | 1 – 1                               | KV Oostende                                          | Matijaš Alhassen (46' Verlinden), Konstantopoulos, Tshimanga Michez (60' Weymans), Sanusi , Cagro, Van Himbeeck (69' Pauwels), Nzita Reyners, Keita (82' Nzouango)                       | 48' Matijaš 54' Keita 79' Verlinden                                     |
| 30 september 2023 16:00 Olympisch Stadion Antwerpen Ref.: Matonga Simonini Toeschouwers: 3.881          | Medley 61' (e.d.)                                      | 0 – 1 1 – 1                         | 27' Berte                                            | Matijaš Alhassen (46' Verlinden), Konstantopoulos, Tshimanga Michez (60' Weymans), Sanusi , Cagro, Van Himbeeck (69' Pauwels), Nzita Reyners, Keita (82' Nzouango)                       | 48' Matijaš 54' Keita 79' Verlinden                                     |
| 7 oktober 2023 16:00 Cegeka Arena Genk Ref.: Laurent Willems Toeschouwers: 564                          | Jong Genk                                              | 1 – 2                               | Beerschot                                            | Matijaš Van Himbeeck (46' Alhassan), Konstantopoulos, Weymans (60' Keita) Reyners (90' Pauwels), Sanusi , Michez (90+3' Meisl), Tshimanga, Cagro Verlinden, Nzita                        | 35' Van Himbeeck 51' Verlinden 70' Sanusi                               |
| 7 oktober 2023 16:00 Cegeka Arena Genk Ref.: Laurent Willems Toeschouwers: 564                          | Mirisola 49'                                           | 1 – 0 1 – 1 1 – 2                   | 65' Reyners 79' Nzita                                | Matijaš Van Himbeeck (46' Alhassan), Konstantopoulos, Weymans (60' Keita) Reyners (90' Pauwels), Sanusi , Michez (90+3' Meisl), Tshimanga, Cagro Verlinden, Nzita                        | 35' Van Himbeeck 51' Verlinden 70' Sanusi                               |
| 20 oktober 2023 20:00 Olympisch Stadion Antwerpen Ref.: Ken Vermeiren Toeschouwers: 3.986               | Beerschot                                              | 2 – 1                               | Lommel SK                                            | Matijaš Konstantopoulos, Matthys, Tshimanga Michez (87' Weymans), Sanusi , Cagro, Nzita Reyners, Keita (87' Van Himbeeck), Verlinden (78' Pauwels)                                       | 15' Michez 88' Nzita                                                    |
| 20 oktober 2023 20:00 Olympisch Stadion Antwerpen Ref.: Ken Vermeiren Toeschouwers: 3.986               | Sanusi 32' Nzita 68'                                   | 1 – 0 2 – 0 2 – 1                   | 82' Vancsa                                           | Matijaš Konstantopoulos, Matthys, Tshimanga Michez (87' Weymans), Sanusi , Cagro, Nzita Reyners, Keita (87' Van Himbeeck), Verlinden (78' Pauwels)                                       | 15' Michez 88' Nzita                                                    |
| 29 oktober 2023 13:30 Olympisch Stadion Antwerpen Ref.: Tom Stevens Toeschouwers: 4.228                 | Beerschot                                              | 0 – 1                               | Dender EH                                            | Matijaš Konstantopoulos, Matthys, Tshimanga Michez, Sanusi , Cagro, Nzita Reyners, Keita (83' Alhassan), Verlinden (78' Pauwels)                                                         | 87' Nzita                                                               |
| 29 oktober 2023 13:30 Olympisch Stadion Antwerpen Ref.: Tom Stevens Toeschouwers: 4.228                 |                                                        | 0 – 1                               | 89' Lallemand                                        | Matijaš Konstantopoulos, Matthys, Tshimanga Michez, Sanusi , Cagro, Nzita Reyners, Keita (83' Alhassan), Verlinden (78' Pauwels)                                                         | 87' Nzita                                                               |
| 5 november 2023 20:30 Schiervelde Roeselare Ref.: Klass Clerkx Toeschouwers: 340                        | Club NXT                                               | 0 – 2                               | Beerschot                                            | Matijaš Konstantopoulos, Matthys, Tshimanga Michez, Sanusi , Cagro, Weymans (27' Lathouwers) Nzita, Keita (90+4' Alhassan), Verlinden (90+2' Reyners)                                    | 24' Matijaš 90+1' Verlinden 90+3' Cagro                                 |
| 5 november 2023 20:30 Schiervelde Roeselare Ref.: Klass Clerkx Toeschouwers: 340                        |                                                        | 0 – 1 0 – 2                         | 78' Michez 90+3' Reyners                             | Matijaš Konstantopoulos, Matthys, Tshimanga Michez, Sanusi , Cagro, Weymans (27' Lathouwers) Nzita, Keita (90+4' Alhassan), Verlinden (90+2' Reyners)                                    | 24' Matijaš 90+1' Verlinden 90+3' Cagro                                 |
| 11 november 2023 16:00 Pairaystadion Seraing Ref.: Quentin Pirard Toeschouwers: 1.159                   | RFC Seraing                                            | 1 – 2                               | Beerschot                                            | Matijaš Konstantopoulos, Matthys, Tshimanga Michez, Sanusi , Alhassan (9' Van Himbeeck), Weymans Reyners, Keita, Nzita                                                                   | 34' Nzita 78' Weymans                                                   |
| 11 november 2023 16:00 Pairaystadion Seraing Ref.: Quentin Pirard Toeschouwers: 1.159                   | Segbé 54' (pen.)                                       | 0 – 1 0 – 2 1 – 2                   | 10' Reyners 50' Nzita                                | Matijaš Konstantopoulos, Matthys, Tshimanga Michez, Sanusi , Alhassan (9' Van Himbeeck), Weymans Reyners, Keita, Nzita                                                                   | 34' Nzita 78' Weymans                                                   |
| 26 november 2023 16:00 Olympisch Stadion Antwerpen Ref.: Simon Bourdeaud'hui Toeschouwers: 3.523        | Beerschot                                              | 3 – 0                               | FC Luik                                              | Matijaš Konstantopoulos (82' Meisl), Matthys, Tshimanga (79' Nzouango) Michez, Sanusi , Cagro (74' Alhassan), Nzita Reyners (78' Weymans), Keita (82' Pauwels), Verlinden                | 69' Nzita                                                               |
| 26 november 2023 16:00 Olympisch Stadion Antwerpen Ref.: Simon Bourdeaud'hui Toeschouwers: 3.523        | Nzita 3' Michez 41' Reyners 72'                        | 1 – 0 2 – 0 3 – 0                   |                                                      | Matijaš Konstantopoulos (82' Meisl), Matthys, Tshimanga (79' Nzouango) Michez, Sanusi , Cagro (74' Alhassan), Nzita Reyners (78' Weymans), Keita (82' Pauwels), Verlinden                | 69' Nzita                                                               |
| 1 december 2023 20:00 Gemeentelijk Sportstadion Maasmechelen Ref.: Michiel Allaerts Toeschouwers: 1.915 | Patro Eisden Maasmechelen                              | 0 – 2                               | Beerschot                                            | Matijaš Konstantopoulos (90' Nzouango), Matthys, Alhassan (80' Tshimanga) Michez, Sanusi , Cagro, Weymans (86' Meisl) Reyners, Keita (90' Pauwels), Verlinden (85' Van Himbeeck)         | 41' Cagro 86' Sanusi                                                    |
| 1 december 2023 20:00 Gemeentelijk Sportstadion Maasmechelen Ref.: Michiel Allaerts Toeschouwers: 1.915 |                                                        | 0 – 1 0 – 2                         | 15' Michez 51' Konstantopoulos                       | Matijaš Konstantopoulos (90' Nzouango), Matthys, Alhassan (80' Tshimanga) Michez, Sanusi , Cagro, Weymans (86' Meisl) Reyners, Keita (90' Pauwels), Verlinden (85' Van Himbeeck)         | 41' Cagro 86' Sanusi                                                    |
| 5 december 2023(1) 20:00 Stade de la Cité de l'Oie Wezet Ref.: Jordy Vermeire Toeschouwers: 353         | SL16 FC                                                | 1 – 0                               | Beerschot                                            | Matijaš Konstantopoulos (86' Nzouango), Matthys , Tshimanga Michez, Reyners, Alhassan, Weymans (71' Pauwels) Verlinden, Keita, Nzita                                                     | 47' Matthys                                                             |
| 5 december 2023(1) 20:00 Stade de la Cité de l'Oie Wezet Ref.: Jordy Vermeire Toeschouwers: 353         | Olivier 77'                                            | 1 – 0                               |                                                      | Matijaš Konstantopoulos (86' Nzouango), Matthys , Tshimanga Michez, Reyners, Alhassan, Weymans (71' Pauwels) Verlinden, Keita, Nzita                                                     | 47' Matthys                                                             |
| 8 december 2023 20:00 Olympisch Stadion Antwerpen Ref.: Quentin Pirard Toeschouwers: 3.650              | Beerschot                                              | 1 – 2                               | KMSK Deinze                                          | Matijaš Konstantopoulos, Matthys , Tshimanga (90+2' Weymans) Michez, Alhassan (86' Pauwels), Cagro, Nzita Reyners, Keita, Verlinden                                                      | 33' Verlinden 36' Verlinden 46' Nzita 60' Nzita 82' Keita 90+5' Matijaš |
| 8 december 2023 20:00 Olympisch Stadion Antwerpen Ref.: Quentin Pirard Toeschouwers: 3.650              | Reyners 50'                                            | 1 – 0 1 – 1 1 – 2                   | 57' Van Landschoot 69' Hendrickx                     | Matijaš Konstantopoulos, Matthys , Tshimanga (90+2' Weymans) Michez, Alhassan (86' Pauwels), Cagro, Nzita Reyners, Keita, Verlinden                                                      | 33' Verlinden 36' Verlinden 46' Nzita 60' Nzita 82' Keita 90+5' Matijaš |
| Terugronde                                                                                              |                                                        |                                     |                                                      | |                                                                         |
| 17 december 2023 13:30 Robert Urbainstadion Boussu-Bois Ref.: Hannes De Couvreur Toeschouwers: 1.076    | Francs Borains                                         | 1 – 3                               | Beerschot                                            | Matijaš Konstantopoulos, Matthys , Tshimanga Michez, Van Himbeeck (58' Alhassan), Cagro, Weymans Reyners, Keita, Pauwels                                                                 | 16' Tshimanga                                                           |
| 17 december 2023 13:30 Robert Urbainstadion Boussu-Bois Ref.: Hannes De Couvreur Toeschouwers: 1.076    | Vandendriessche 81'                                    | 0 – 1 0 – 2 1 – 2 1 – 3             | 13' Keita 21' Reyners 89' Konstantopoulos            | Matijaš Konstantopoulos, Matthys , Tshimanga Michez, Van Himbeeck (58' Alhassan), Cagro, Weymans Reyners, Keita, Pauwels                                                                 | 16' Tshimanga                                                           |
| 12 januari 2024 20:00 Olympisch Stadion Antwerpen Ref.: Kevin Van Damme Toeschouwers: 4.606             | Beerschot                                              | 1 – 1                               | RSCA Futures                                         | Matijaš Konstantopoulos (90+2' Alhassan), Matthys, Tshimanga Michez (90+2' Weymans), Sanusi , Cagro, Nzita Reyners, Keita (80' Hak), Verlinden                                           | 11' Matthys 87' Cagro                                                   |
| 12 januari 2024 20:00 Olympisch Stadion Antwerpen Ref.: Kevin Van Damme Toeschouwers: 4.606             | Reyners 8'                                             | 1 – 0 1 – 1                         | 58' (pen.) Goto                                      | Matijaš Konstantopoulos (90+2' Alhassan), Matthys, Tshimanga Michez (90+2' Weymans), Sanusi , Cagro, Nzita Reyners, Keita (80' Hak), Verlinden                                           | 11' Matthys 87' Cagro                                                   |
| 28 januari 2024 13:30 Olympisch Stadion Antwerpen Ref.: Matonga Simonini Toeschouwers: 4.133            | Beerschot                                              | 3 – 0                               | Club NXT                                             | Matijaš Konstantopoulos, Matthys, Tshimanga Michez (72' Van Beijnen), Sanusi (83' Van Himbeeck), Cagro, Nzita (83' Alhassan) Reyners, Keita (63' Diawara), Verlinden (83' Pauwels)       |                                                                         |
| 28 januari 2024 13:30 Olympisch Stadion Antwerpen Ref.: Matonga Simonini Toeschouwers: 4.133            | Verlinden 24' Reyners 33' Keita 58'                    | 1 – 0 2 – 0 3 – 0                   |                                                      | Matijaš Konstantopoulos, Matthys, Tshimanga Michez (72' Van Beijnen), Sanusi (83' Van Himbeeck), Cagro, Nzita (83' Alhassan) Reyners, Keita (63' Diawara), Verlinden (83' Pauwels)       |                                                                         |
| 4 februari 2024 19:15 Stade Vélodrome de Rocourt Luik Ref.: Klass Clerkx Toeschouwers: 2.026            | FC Luik                                                | 1 – 4                               | Beerschot                                            | Matijaš Konstantopoulos, Matthys, Tshimanga Michez, Sanusi , Huiberts (71' Diawara), Nzita (72' Wright-Phillips) Reyners (90' Alhassan), Keita (90' Van Himbeeck), Verlinden             | 41' Nzita 73' Reyners 77' Michez 90+8' Wright-Phillips                  |
| 4 februari 2024 19:15 Stade Vélodrome de Rocourt Luik Ref.: Klass Clerkx Toeschouwers: 2.026            | Bruggeman 56'                                          | 0 – 1 1 – 1 1 – 2 1 – 3 1 – 4       | 1' Keita 79' Keita 88' Diawara 90+6' Wright-Phillips | Matijaš Konstantopoulos, Matthys, Tshimanga Michez, Sanusi , Huiberts (71' Diawara), Nzita (72' Wright-Phillips) Reyners (90' Alhassan), Keita (90' Van Himbeeck), Verlinden             | 41' Nzita 73' Reyners 77' Michez 90+8' Wright-Phillips                  |
| 7 februari 2024(2) 20:00 Soevereinstadion Lommel Ref.: Michiel Allaerts Toeschouwers: 1.799             | Lommel SK                                              | 3 – 0                               | Beerschot                                            | Matijaš Konstantopoulos, Matthys, Tshimanga Michez (81' Pauwels), Sanusi , Cagro, Nzita Reyners, Keita (64' Hak), Verlinden                                                              | 33' Cagro 63' Matthys                                                   |
| 7 februari 2024(2) 20:00 Soevereinstadion Lommel Ref.: Michiel Allaerts Toeschouwers: 1.799             | Talvitie 3' Karim 43' Vancsa 65'                       | 1 – 0 2 – 0 3 – 0                   |                                                      | Matijaš Konstantopoulos, Matthys, Tshimanga Michez (81' Pauwels), Sanusi , Cagro, Nzita Reyners, Keita (64' Hak), Verlinden                                                              | 33' Cagro 63' Matthys                                                   |
| 11 februari 2024 16:00 Olympisch Stadion Antwerpen Ref.: Lawrence Visser Toeschouwers: 4.780            | Beerschot                                              | 2 – 0                               | SL16 FC                                              | Matijaš Konstantopoulos, Matthys, Tshimanga (74' Alhassan) Michez (57' Wright-Phillips), Sanusi , Cagro (75' Huiberts), Nzita Reyners (86' Van Himbeeck), Diawara (57' Keita), Verlinden | 44' Nzita 77' Wright-Phillips 82' Konstantopoulos 87' Sanusi            |
| 11 februari 2024 16:00 Olympisch Stadion Antwerpen Ref.: Lawrence Visser Toeschouwers: 4.780            | Nzita 53' Reyners 69'                                  | 1 – 0 2 – 0                         |                                                      | Matijaš Konstantopoulos, Matthys, Tshimanga (74' Alhassan) Michez (57' Wright-Phillips), Sanusi , Cagro (75' Huiberts), Nzita Reyners (86' Van Himbeeck), Diawara (57' Keita), Verlinden | 44' Nzita 77' Wright-Phillips 82' Konstantopoulos 87' Sanusi            |
| 18 februari 2024 16:00 Dakota Arena Deinze Ref.: Jan Boterberg Toeschouwers: 1.761                      | KMSK Deinze                                            | 4 – 2                               | Beerschot                                            | Matijaš Konstantopoulos, Matthys , Tshimanga (88' Pauwels) Michez (73' Wright-Phillips), Cagro (88' Hak), Huiberts, Nzita Reyners (88' Van Himbeeck), Keita (73' Šimović), Verlinden     | 31' Huiberts 64' Michez 69' Keita 72' Tshimanga 90+1' Huiberts          |
| 18 februari 2024 16:00 Dakota Arena Deinze Ref.: Jan Boterberg Toeschouwers: 1.761                      | Anne 34' Hendrickx 42' Van Landschoot 67' Kehrer 90+4' | 1 – 0 2 – 0 2 – 1 2 – 2 3 – 2 4 – 2 | 45+2' Michez 53' Cagro                               | Matijaš Konstantopoulos, Matthys , Tshimanga (88' Pauwels) Michez (73' Wright-Phillips), Cagro (88' Hak), Huiberts, Nzita Reyners (88' Van Himbeeck), Keita (73' Šimović), Verlinden     | 31' Huiberts 64' Michez 69' Keita 72' Tshimanga 90+1' Huiberts          |
| 25 februari 2024 13:30 Olympisch Stadion Antwerpen Ref.: Matonga Simonini Toeschouwers: 3.975           | Beerschot                                              | 0 – 0                               | RFC Seraing                                          | Matijaš Konstantopoulos, Matthys , Tshimanga (59' Alhassan) Michez, Van Himbeeck (60' Šimović), Cagro, Nzita Reyners (86' Diawara), Keita (60' Wright-Phillips), Verlinden               | 17' Konstantopoulos 78' Cagro                                           |
| 25 februari 2024 13:30 Olympisch Stadion Antwerpen Ref.: Matonga Simonini Toeschouwers: 3.975           |                                                        |                                     |                                                      | Matijaš Konstantopoulos, Matthys , Tshimanga (59' Alhassan) Michez, Van Himbeeck (60' Šimović), Cagro, Nzita Reyners (86' Diawara), Keita (60' Wright-Phillips), Verlinden               | 17' Konstantopoulos 78' Cagro                                           |
| 3 maart 2024 13:30 Dender Football Complex Denderleeuw Ref.: Laurent Willems Toeschouwers:              | Dender EH                                              | 1 – 1                               | Beerschot                                            | Matijaš Konstantopoulos, Matthys , Tshimanga Michez (70' Weymans), Huiberts (70' Van Himbeeck), Cagro, Nzita (83' Šimović) Reyners (61' Wright-Phillips), Diawara (83' Keita), Verlinden | 83' Weymans                                                             |
| 3 maart 2024 13:30 Dender Football Complex Denderleeuw Ref.: Laurent Willems Toeschouwers:              | Cools 47'                                              | 1 – 0 1 – 1                         | 90+2' Weymans                                        | Matijaš Konstantopoulos, Matthys , Tshimanga Michez (70' Weymans), Huiberts (70' Van Himbeeck), Cagro, Nzita (83' Šimović) Reyners (61' Wright-Phillips), Diawara (83' Keita), Verlinden | 83' Weymans                                                             |
| 8 maart 2024 20:00 Olympisch Stadion Antwerpen Ref.: Kevin Van Damme Toeschouwers: 5.000                | Beerschot                                              | 2 – 1                               | Lierse Kempenzonen                                   | Matijaš Konstantopoulos, Matthys , Tshimanga Weymans, Huiberts (63' Sanusi), Cagro, Nzita (75' Diawara) Reyners (75' Michez), Wright-Phillips (85' Van Himbeeck), Verlinden              | 52' Nzita                                                               |
| 8 maart 2024 20:00 Olympisch Stadion Antwerpen Ref.: Kevin Van Damme Toeschouwers: 5.000                | Wright-Phillips 42' Verlinden 70'                      | 0 – 1 1 – 1 2 – 1                   | 34' Ocansey                                          | Matijaš Konstantopoulos, Matthys , Tshimanga Weymans, Huiberts (63' Sanusi), Cagro, Nzita (75' Diawara) Reyners (75' Michez), Wright-Phillips (85' Van Himbeeck), Verlinden              | 52' Nzita                                                               |
| 15 maart 2024 20:00 Elindus Arena Waregem Ref.: Simon Bourdeaud'hui Toeschouwers: 7.500                 | Zulte Waregem                                          | 0 – 1                               | Beerschot                                            | Matijaš Konstantopoulos, Matthys, Tshimanga Weymans, Sanusi , Cagro (67' Huiberts), Nzita Reyners, Wright-Phillips (89' Alhassan), Verlinden (67' Keita)                                 | 87' Konstantopoulos 90+1' Keita 90+6' Matijaš                           |
| 15 maart 2024 20:00 Elindus Arena Waregem Ref.: Simon Bourdeaud'hui Toeschouwers: 7.500                 |                                                        | 0 – 1                               | 48' Wright-Phillips                                  | Matijaš Konstantopoulos, Matthys, Tshimanga Weymans, Sanusi , Cagro (67' Huiberts), Nzita Reyners, Wright-Phillips (89' Alhassan), Verlinden (67' Keita)                                 | 87' Konstantopoulos 90+1' Keita 90+6' Matijaš                           |
| 29 maart 2024 20:00 Olympisch Stadion Antwerpen Ref.: Anthony Letellier Toeschouwers: 8.500             | Beerschot                                              | 1 – 0                               | Jong Genk                                            | Matijaš Alhassan (72' Nzouango), Matthys, Tshimanga Weymans, Sanusi , Cagro, Nzita (86' Michez) Reyners (81' Huiberts), Wright-Phillips (87' Keita), Verlinden                           | 22' Wright-Phillips 90+1' Sanusi                                        |
| 29 maart 2024 20:00 Olympisch Stadion Antwerpen Ref.: Anthony Letellier Toeschouwers: 8.500             | Weymans 44'                                            | 1 – 0                               |                                                      | Matijaš Alhassan (72' Nzouango), Matthys, Tshimanga Weymans, Sanusi , Cagro, Nzita (86' Michez) Reyners (81' Huiberts), Wright-Phillips (87' Keita), Verlinden                           | 22' Wright-Phillips 90+1' Sanusi                                        |
| 7 april 2024 16:00 Diaz Arena Oostende Ref.: Kevin Van Damme Toeschouwers: 6.000                        | KV Oostende                                            | 1 – 2                               | Beerschot                                            | Matijaš Konstantopoulos, Matthys, Tshimanga Weymans (68' Huiberts), Sanusi , Cagro, Nzita Reyners (90+4' Alhassan), Wright-Phillips (74' Keita), Verlinden (68' Michez)                  | 78' Sanusi 89' Matthys                                                  |
| 7 april 2024 16:00 Diaz Arena Oostende Ref.: Kevin Van Damme Toeschouwers: 6.000                        | Medley 67'                                             | 0 – 1 0 – 2 1 – 2                   | 10' Verlinden 49' Wright-Phillips                    | Matijaš Konstantopoulos, Matthys, Tshimanga Weymans (68' Huiberts), Sanusi , Cagro, Nzita Reyners (90+4' Alhassan), Wright-Phillips (74' Keita), Verlinden (68' Michez)                  | 78' Sanusi 89' Matthys                                                  |
| 14 april 2024 13:30 Freethielstadion Beveren Ref.: Ken Vermeiren Toeschouwers: 5.000                    | SK Beveren                                             | 2 – 0                               | Beerschot                                            | Matijaš Konstantopoulos, Alhassan (68' Pauwels), Tshimanga Weymans (60' Michez), Huiberts, Cagro (60' Van Himbeeck), Nzita Reyners (90+1' Koshi), Wright-Phillips (60' Keita), Verlinden |                                                                         |
| 14 april 2024 13:30 Freethielstadion Beveren Ref.: Ken Vermeiren Toeschouwers: 5.000                    | Koyalipou 18' Ismaheel 59'                             | 1 – 0 2 – 0                         |                                                      | Matijaš Konstantopoulos, Alhassan (68' Pauwels), Tshimanga Weymans (60' Michez), Huiberts, Cagro (60' Van Himbeeck), Nzita Reyners (90+1' Koshi), Wright-Phillips (60' Keita), Verlinden |                                                                         |
| 19 april 2024 20:00 Olympisch Stadion Antwerpen Ref.: Bert Put Toeschouwers: 12.000                     | Beerschot                                              | 0 – 1                               | Patro Eisden Maasmechelen                            | Matijaš Konstantopoulos, Matthys (86' Alhassan), Tshimanga Weymans, Sanusi , Cagro (68' Huiberts), Nzita Reyners (69' Keita), Wright-Phillips, Verlinden (81' Michez)                    | 76' Nzita                                                               |
| 19 april 2024 20:00 Olympisch Stadion Antwerpen Ref.: Bert Put Toeschouwers: 12.000                     |                                                        | 0 – 1                               | 83' Bamona                                           | Matijaš Konstantopoulos, Matthys (86' Alhassan), Tshimanga Weymans, Sanusi , Cagro (68' Huiberts), Nzita Reyners (69' Keita), Wright-Phillips, Verlinden (81' Michez)                    | 76' Nzita                                                               |

(1): Deze wedstrijd stond oorspronkelijk gepland op 26 augustus, maar werd uitgesteld omwille van rellen in de stad Luik.

(2): Deze wedstrijd stond oorspronkelijk gepland op 19 januari, maar werd uitgesteld vanwege een onbespeelbaar veld door winterweer.

#### Overzicht
| Speeldag  | 1 | 2 | 3  | 4 | 5 | 6  | 7  | 8  | 9  | 10 | 11 | 12 | 13 | 14 | 15 | 16 | 17 | 18 | 19 | 20 | 21 | 22 | 23 | 24 | 25 | 26 | 27 | 28 | 29 | 30 |
| --------- | - | - | -- | - | - | -- | -- | -- | -- | -- | -- | -- | -- | -- | -- | -- | -- | -- | -- | -- | -- | -- | -- | -- | -- | -- | -- | -- | -- | -- |
| Resultaat | w | v | v  | w | g | w  | g  | w  | w  | v  | w  | w  | w  | w  | v  | w  | g  | v  | w  | w  | w  | v  | g  | g  | w  | w  | w  | w  | v  | v  |
| Punten    | 3 | 3 | 29 | 6 | 7 | 10 | 11 | 14 | 17 | 17 | 20 | 23 | 26 | 29 | 29 | 32 | 33 | 39 | 36 | 39 | 42 | 42 | 43 | 44 | 47 | 50 | 53 | 56 | 56 | 56 |
| Positie   | 2 | 4 | 1  | 6 | 7 | 5  | 6  | 5  | 3  | 3  | 2  | 2  | 1  | 1  | 2  | 2  | 1  | 1  | 1  | 1  | 1  | 1  | 1  | 2  | 1  | 1  | 1  | 1  | 1  | 1  |

#### Klassement
| Pos | Team                      | Wed | W  | G | V | Ptn | DV | DT | +/− |                               |
| --- | ------------------------- | --- | -- | - | - | --- | -- | -- | --- | ----------------------------- |
| 1   | Beerschot VA              | 30  | 17 | 5 | 8 | 56  | 46 | 29 | +17 | Promotie naar Eerste klasse A |
| 2   | FCV Dender EH             | 30  | 15 | 9 | 6 | 54  | 55 | 32 | +23 | Promotie naar Eerste klasse A |
| 3   | KMSK Deinze               | 30  | 16 | 5 | 9 | 53  | 48 | 37 | +11 | Testwedstrijden voor promotie |
| 4   | Lommel SK                 | 30  | 15 | 7 | 8 | 52  | 51 | 31 | +20 | Testwedstrijden voor promotie |
| 5   | SV Zulte Waregem          | 30  | 15 | 6 | 9 | 51  | 51 | 34 | +17 | Testwedstrijden voor promotie |
| 6   | Patro Eisden Maasmechelen | 30  | 14 | 9 | 7 | 51  | 40 | 28 | +12 | Testwedstrijden voor promotie |

## Beker van België
| Beker van België                                                                                 |                                                              |                                                                                           |                                                                               | |                                    |
| Wedstrijddetails                                                                                 | Thuisploeg                                                   | Uitslag                                                                                   | Uitploeg                                                                      | Opstelling | Kaarten                            |
| Zesde ronde                                                                                      |                                                              |                                                                                           |                                                                               | |                                    |
| 9 september 2023 20:00 Daknamstadion Lokeren Ref.: Marnic Claes Toeschouwers:                    | Lokeren-Temse (1e Nat.)                                      | 3 – 3 (n.v.) (3 – 5) (n.s.)                                                               | Beerschot (1B)                                                                | Matijaš Nzouango (80' Meisl), Matthys, Tshimanga (6' Alhassan) Michez (59' Weymans), Sanusi , Pauwels (59' Cagro), Nzita Reyners (80' Keita), Kosiah, Verlinden                  | 47' Kosiah 83' Weymans 85' Matthys |
| 9 september 2023 20:00 Daknamstadion Lokeren Ref.: Marnic Claes Toeschouwers:                    | Maes 52' Lambo 76' Braem 90+2' Brachet Cassaert Reuten Braem | 0 – 1 1 – 1 1 – 2 1 – 3 2 – 3 3 – 3 Pen.: 0 – 1 1 – 1 1 – 2 1 – 3 2 – 3 2 – 4 3 – 4 3 – 5 | 19' Michez 60' (e.d.) Cassaert 69' Nzouango Cagro Matthys Sanusi Meisl Kosiah | Matijaš Nzouango (80' Meisl), Matthys, Tshimanga (6' Alhassan) Michez (59' Weymans), Sanusi , Pauwels (59' Cagro), Nzita Reyners (80' Keita), Kosiah, Verlinden                  | 47' Kosiah 83' Weymans 85' Matthys |
| 1/16de finale                                                                                    |                                                              |                                                                                           |                                                                               | |                                    |
| 1 november 2023 20:45 Olympisch Stadion Antwerpen Ref.: Simon Bourdeaud'hui Toeschouwers: 12.771 | Beerschot (1B)                                               | 0 – 6                                                                                     | Club Brugge                                                                   | Matijaš Konstantopoulos (60' Keita), Matthys, Tshimanga (83' Pauwels) Michez (83' Alhassan), Sanusi , Van Himbeeck, Cagro, Nzita Reyners (60' Nzouango), Verlinden (83' Weymans) | 49' Van Himbeeck                   |
| 1 november 2023 20:45 Olympisch Stadion Antwerpen Ref.: Simon Bourdeaud'hui Toeschouwers: 12.771 |                                                              | 0 – 1 0 – 2 0 – 3 0 – 4 0 – 5 0 – 6                                                       | 5' Thiago 24' Skov Olsen 31' Odoi 34' Vetlesen 45' Skov Olsen 55' Vetlesen    | Matijaš Konstantopoulos (60' Keita), Matthys, Tshimanga (83' Pauwels) Michez (83' Alhassan), Sanusi , Van Himbeeck, Cagro, Nzita Reyners (60' Nzouango), Verlinden (83' Weymans) | 49' Van Himbeeck                   |